# Шимолино
Шимолино — село в Благовещенском районе Алтайского края России. административный центр Шимолинского сельсовета.

## Физико-географическая характеристика
Находится в западной части края, в пределах Кулундинской степи. С востока и юго-запада село огибает река Кулунда. Левый берег зарос лозой и смородиной. С северо-востока деревню окружает смешанный лес: сосна, берёза, осина. 
В 17 км к западу расположено самое большое озеро Алтайского края — Кулундинское .
Расстояние по прямой: 
до районного центра пгт. Благовещенка 20 км;
до краевого центра г. Барнаула 256 км.

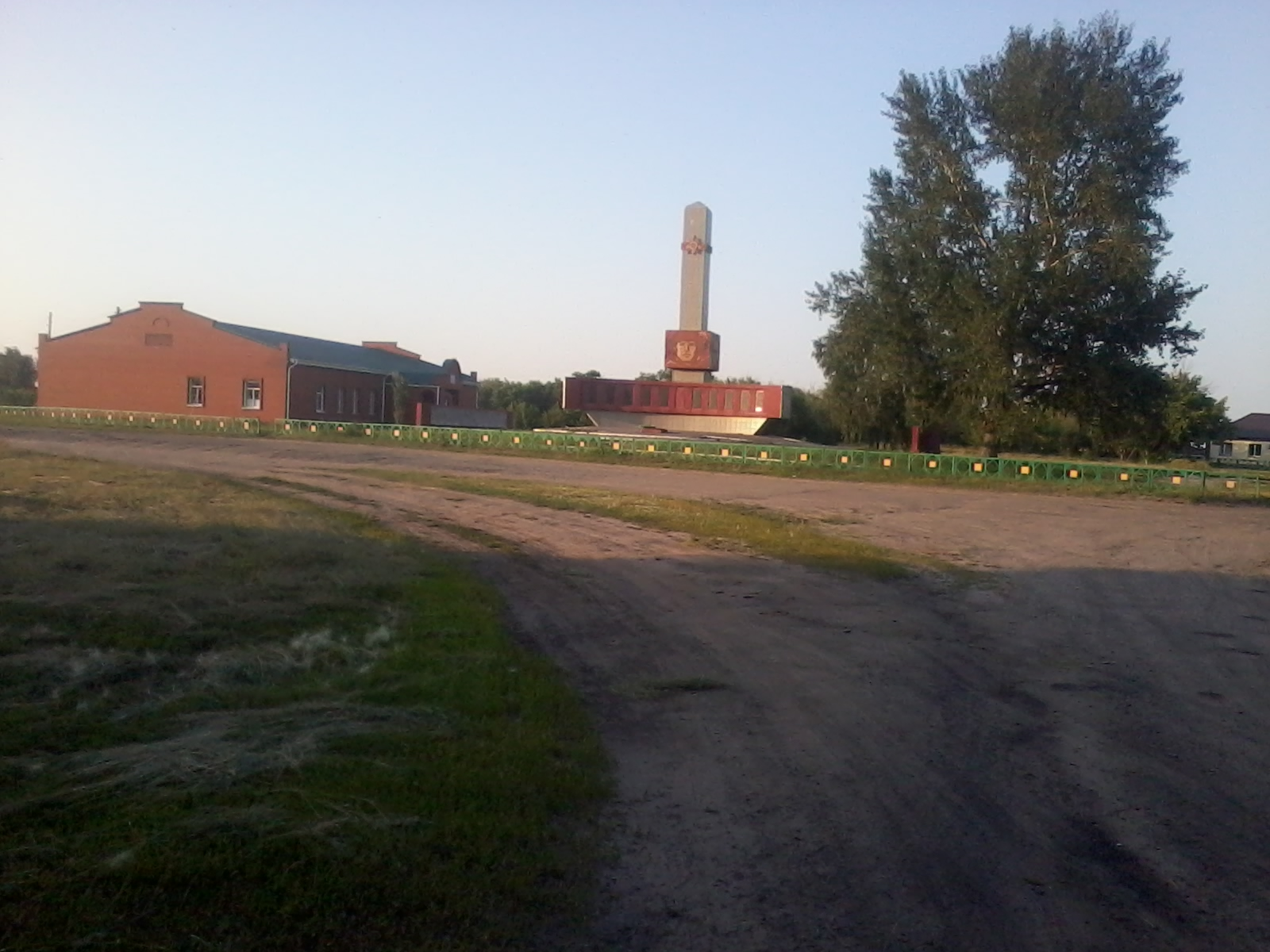
Центр Шимолина

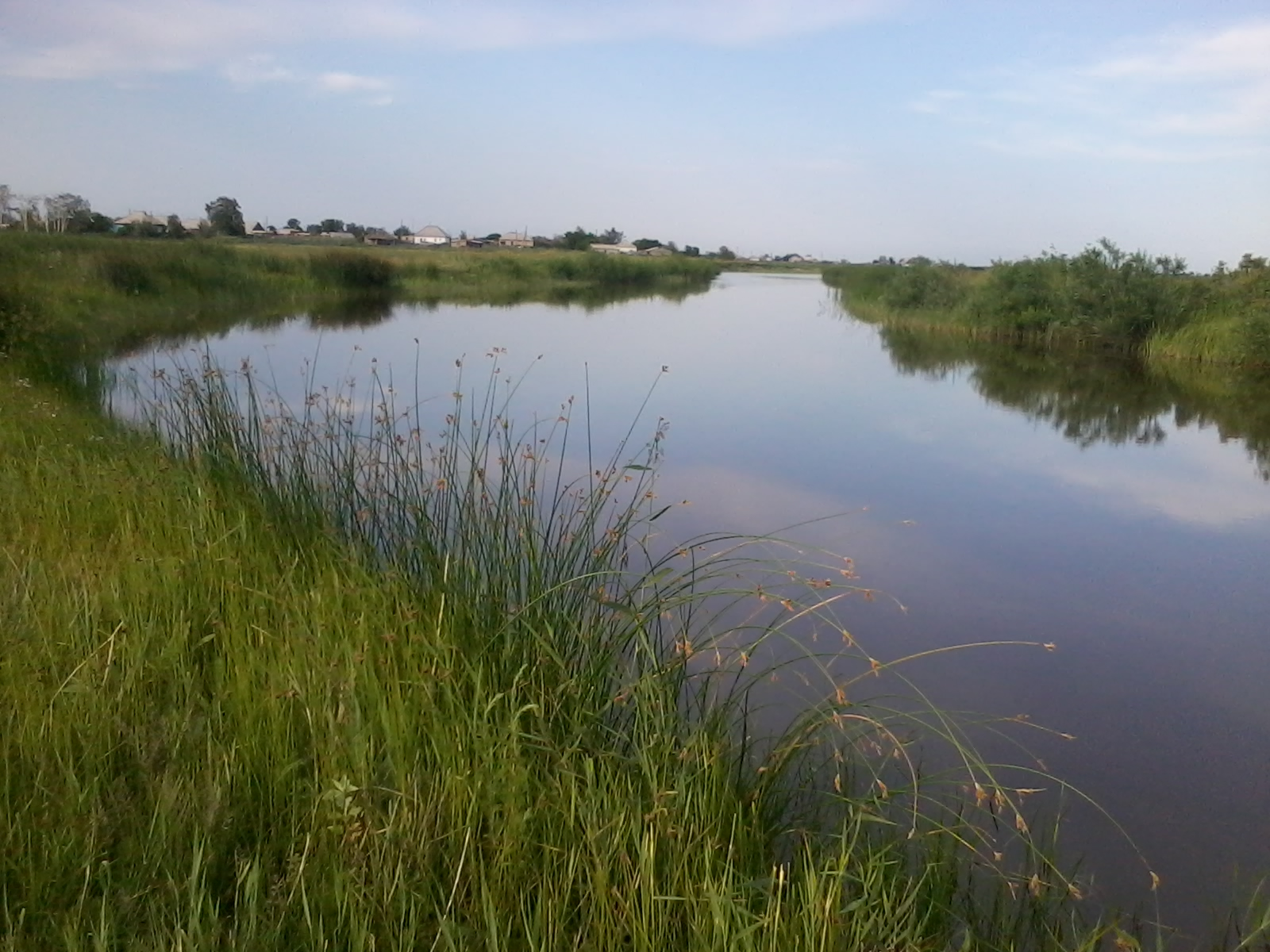
Река Кулунда за селом

до столицы г. Москвы 2851 км.

## Население
| 1997 | 1998  | 1999  | 2000  | 2001 | 2002  | 2003 |
| ---- | ----- | ----- | ----- | ---- | ----- | ---- |
| 1079 | ↘1034 | ↗1045 | ↗1082 | ↘994 | ↗1006 | ↘991 |
| 2004 | 2005  | 2006  | 2007  | 2008 | 2009  | 2010 |
| ↘956 | ↘897  | ↗958  | ↘923  | ↘888 | ↘823  | ↗824 |
| 2011 | 2012  | 2013  |       |      |       |      |
| ↗826 | ↗833  | ↘828  |       |      |       |      |

## История
Основано в 1812 году донскими казаками, высланными в Сибирь. В прежние годы село было поделено на 3 части. Первая часть называлась Новинкой. Дома здесь были бревенчатыми, двухэтажными, заборы тесовыми, высокими, очень плотными. Второй частью была Одина, начиналась она от Зубаревки и заканчивалась на Романовке. Третья часть располагалась на месте маслозавода и называлась Одинушкой. Первыми поселились Шимолины, Куликовы, Овечкины, Шаршины. Село названо по фамилии первооснователя Шимолина.

## Экономика и социальная сфера
В селе 8 улиц, здесь находятся СПК «Димитровский», дом культуры, средняя общеобразовательная школа, фельдшерско-акушерский пункт, отделение «Почты России», «Сбербанка» ,несколько магазинов.

## Природные достопримечательности

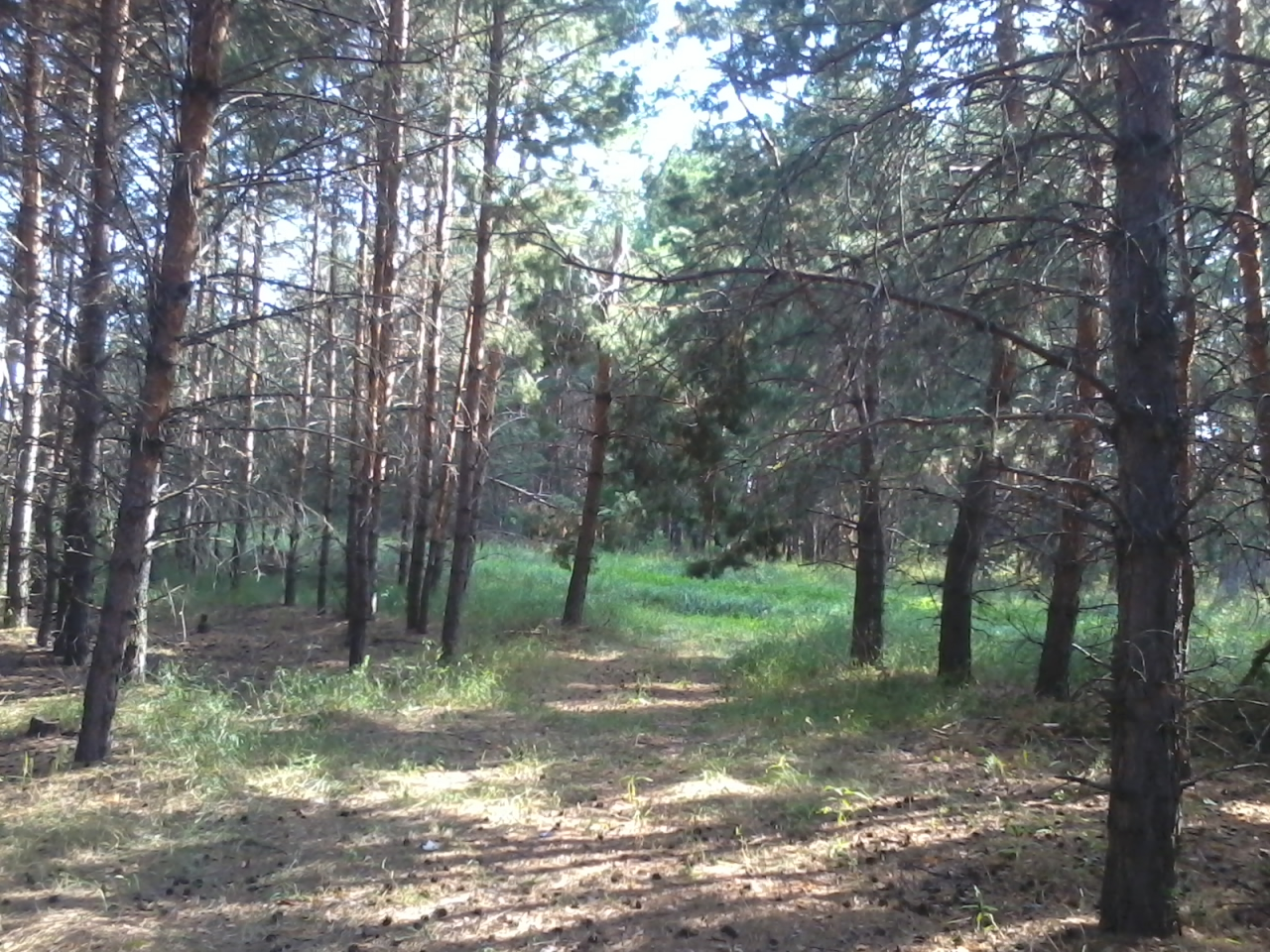
Шимолинский бор

### Шимолинский бор
Находится в 3 км к северо-востоку от села. Площадь памятника природы:  757,2 га. Расположен в зоне сухих степей. Это единственное на территории района место произрастания в естественных условиях сосны обыкновенной. Бор состоит из разрозненных лесных массивов, в которых от 5 до 40 % древостоя занимает сосна, местами доминируют берёза или осина. Открытые пространства между лесными фрагментами заняты луговыми и настоящими дерновинно-злаковыми степями, в которых растёт ковыль перистый (Stipa pennata – Красная книга Алтайского края, 2006; Красная книга РФ, 2008), красный волосатик (S. capillata), змеёвка растопыренная(Cleistogenes squarrosa), мятлик узколистный (Poa angustifolia), василек шероховатый(Centaurea scabiosa), ястребинка ядовитая (Hieracium virosum), ястребиночка Тюменцева (Pilosella tjumentzevii), лук торчащий (Allium strictum), горечавка крупнолистная (Gentiana macrophylla), спорыш тонкий (Polygonum gracilius), спорыш незамеченный (P. neglectum), очиток обыкновенный (Sedum telephium) и др. виды.
На нераспаханных солонцеватых участках встречаются колосняк Пабо (Leymus paboanus) и колосняк узколистный (L. angustus), ломкоколосник ситниковый(Psathyrostachys juncea), зопник клубненосный (Phlomis tuberosa), пырей ползучий(Elytrigia repens). Степи используются как покосы. По периферии лесного массива расположены березово-сосновые сообщества с подлеском из спиреи мелкозубчатой (Spiraea crenata) и шиповника иглистого (Rosa acicularis), в понижениях заросли черемухи(Padus avium), ивы козьей (Salix caprea).
Из млекопитающих обитают заяц-беляк (Lepus timidus), степная пищуха (Ochotona pusilla), обыкновенная белка (Sciurus vulgaris), обыкновенная лисица (Vulpes vulpes), барсук (Meles meles), сибирская косуля (Capreolus pygargus).
Близкое расположение к населённому пункту приводит к некоторой деградации растительного покрова, вследствие перевыпаса он местами изрежен. На выбитых участках обильно разрастаются полынь холодная (Artemisia frigida) и полынь селитряная (Artemisia nitrosa). Подрост сосны малочисленен, взрослые сосны неоднократно повреждались пожаром, но в целом комплекс растительных ассоциаций соснового леса, а также фауна сохранены хорошо.

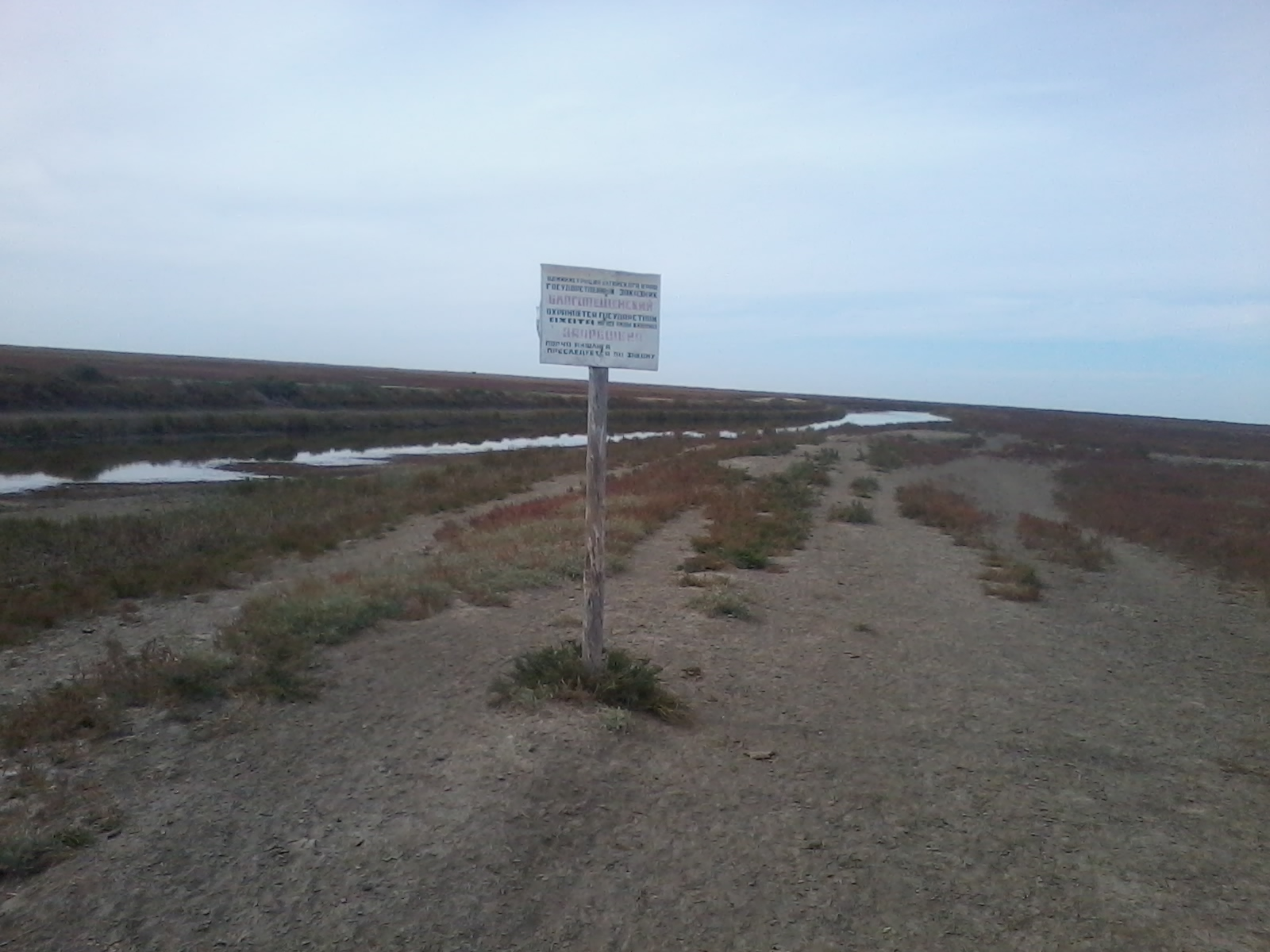
Заказник

### Благовещенский заказник
Заказником является природно-хозяйственная территория, включающая в себя комплекс ландшафтов лесных, луговых, степных, водно-болотных и других угодий общей площадью 20736 тыс. га. Он располагается на Кулундинской равнине, в наиболее низкой её части, включая прибрежную полосу акватории оз. Кулундинское и озёрные террасы северо-восточного побережья. Территория имеет плоский и плоско-западинный рельеф. Высота местности колеблется в пределах 100-150 м над у.м. Климат характеризуется суровой малоснежной зимой и жарким сухим летом. Средние температуры января -19...-20 °C, июля 19-20 °C. Осадков выпадает до  300 мм в год. Летом часты засухи. 

### Кулундинское озеро
Самое крупное из озёр Алтайского края, расположено в западной части Кулундинской равнины, в 17 км западнее села Шимолина.Площадь акватории 728 км², диаметр — около 35 км, высота над уровнем моря — 99 метров. Озеро неглубокое — в среднем 2,5 — 3 метра, вода слабосолёная. Вокруг озера — типичный степной пейзаж. В восточной части озера много островов и заливов, западная часть — более ровная, со множеством песчаных отмелей, имеющих рекреационное значение. Питание снеговое. Озеро зимой не замерзает, температура воды летом до +26 °C. В озеро впадают реки Кулунда, Суетка. Озеро является остаточным водоёмом, образовано при обмелении существовавшего ранее крупного озёрного бассейна. Связано протокой с озером Кучук. Содержит запасы мирабилита. 

## Известные уроженцы
- Санников, Фёдор Ефимович (1903 —1988) — Герой Советского Союза.
- Никитенко Петр Петрович (1936 —  1987) —  Герой социалистического труда
- Шимолина Христинья Филипповна (1917 —  1986) — Герой социалистического труда